# La Terre (Émile Zola)
Pour les articles homonymes, voir Terre (homonymie).
La Terre est un roman d’Émile Zola publié en 1887, le quinzième volume de la série des Rougon-Macquart et sans doute l’un des plus provocateurs.
Il s'agit en effet d'une évocation très noire du monde paysan de la seconde moitié du XIXe siècle, de petits propriétaires terriens âpres au gain, dévorés d’une passion pour la terre pouvant aller jusqu’au crime. Tout l’ouvrage est empreint d’une bestialité propre à choquer les lecteurs de l’époque, les accouplements d’animaux alternant avec ceux des humains, eux-mêmes marqués par une grande précocité et par une brutalité allant fréquemment jusqu’au viol.
Dès sa parution, La Terre a soulevé de violentes controverses, illustrées notamment par le Manifeste des cinq, article publié dans le Figaro par cinq jeunes romanciers qui conseillaient à Zola de consulter le docteur Charcot pour soigner ses obsessions morbides.

## Résumé
L’action se situe à Rognes — en réalité Romilly-sur-Aigre —, village de la Beauce. Le héros du roman est Jean Macquart, fils d’Antoine Macquart et de Joséphine Gavaudan, l’un des rares membres de la branche Macquart indemne de toute tare. Il apparaît déjà dans La Fortune des Rougon, où il apprend le métier de menuisier. Après avoir quitté Plassans, sa ville natale, il est tiré au sort en 1852 et participe aux campagnes militaires du Second Empire. Blessé en Italie, il reprend son métier de menuisier puis s’embauche comme ouvrier agricole à Rognes, où il reste pendant dix ans. Jean Macquart sera ensuite le héros de La Débâcle et on le retrouve encore dans le dernier roman du cycle, Le Docteur Pascal.
L’histoire, particulièrement atroce, se déroule au sein de la famille Fouan. Le vieux Louis Fouan, dit le père Fouan, décide à l’âge de 70 ans de partager ses biens entre ses trois enfants : Hyacinthe, dit Jésus-Christ, Fanny, mariée, et Buteau, à charge pour eux de l’héberger, de le nourrir et de lui donner deux cents francs de rente chacun.
Ils s’acquittent très mal de leur tâche, notamment Buteau, qui le dépossède peu à peu de sa maigre fortune. Buteau a deux cousines, les sœurs Mouche. Il a fait un enfant à la première, Lise, qu’il a épousée trois ans plus tard lorsqu’elle est devenue une riche héritière. Quant à la seconde, Françoise, il la poursuit de ses avances avec tant d’insistance qu’elle se rapproche de Jean Macquart et finit par l’épouser. Ce mariage inquiète beaucoup Buteau et Lise, qui redoutent de voir une partie de l’héritage familial passer dans d’autres mains. Lorsqu’ils apprennent que Françoise est enceinte, ils décident de la faire avorter : Buteau viole Françoise avec l’aide de Lise, puis celle-ci pousse sa sœur sur une faux. Grièvement blessée, Françoise meurt. Le père Fouan, qui a assisté à la scène, est ensuite brûlé par les deux meurtriers, alors qu'il dormait chez eux. Quant à Jean Macquart, redevenu aussi pauvre qu’à son arrivée au village, et après hésitations, renonçant aux poursuites contre les Buteau, il quitte Rognes et s'engage à nouveau  dans l’armée.

## Critique littéraire
- La Terre, article d’Anatole France paru dans Le Temps.

## Adaptations
- La Terre est un film français dirigé par le réalisateur André Antoine, adapté du roman d’Émile Zola et sorti sur les écrans parisiens en 1921.
- Wouja’e Trabe est un téléfeuilleton marocain (30 épisodes) de Chafik Shimi, adaptant et mettant en scène le roman La Terre d’Émile Zola pour le compte de la seconde chaîne de télévision marocaine 2M en 2005.
- La Terre, adaptation théâtrale et mise en scène d'Anne Barbot, Théâtre Gérard-Philipe, Saint-Denis, mars 2024[1].